# Museo prefetturale

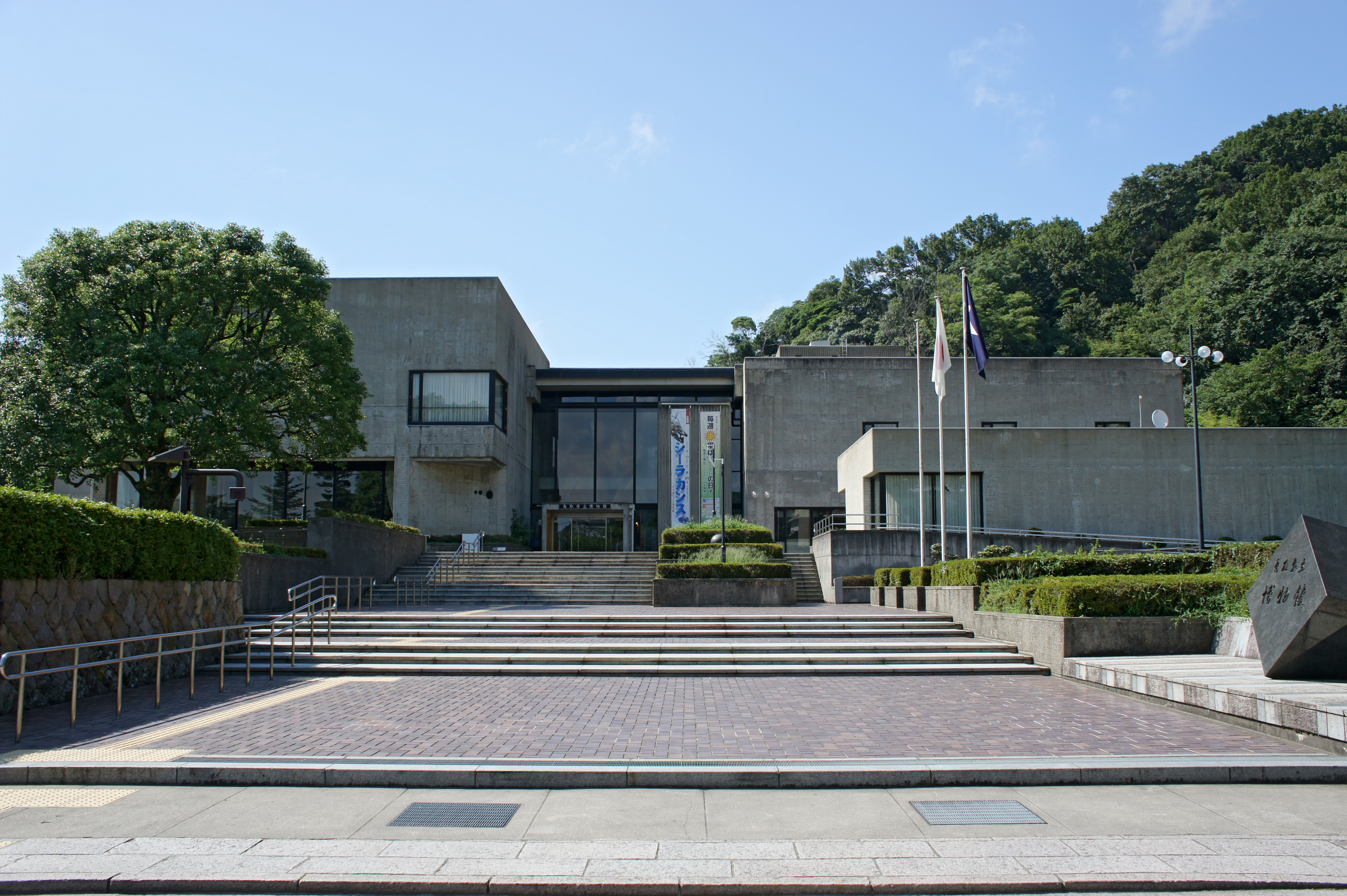
Il Museo prefetturale di Tottori

Un museo prefetturale o museo prefettizio è un museo specializzato in collezioni locali appartenente ad una prefettura del Giappone.
I musei della prefettura sono emersi nel Giappone del dopoguerra e poiché queste istituzioni sono di origine recente, le loro collezioni tendono a non contenere più le antiche arti giapponesi, ma principalmente arte del periodo Meiji, del XX secolo e arte contemporanea. La maggior parte dei musei prefetturali presenta collezioni di arte, cultura e storia con una forte enfasi sulla loro prefettura nativa. Ma insieme alle collezioni native, possono esporre opere e collezioni al di fuori della prefettura, di solito arte contemporanea proveniente da centri culturali come Tokyo e arte esotica al di fuori del Giappone. Ad esempio, il museo prefetturale d'arte di Nagasaki, specializzato in arte relativa alla città di Nagasaki ospita anche una collezione di dipinti spagnoli appartenenti a un collezionista giapponese. Il museo Museo prefetturale di Tokushima invece, oltre alla collezione permanente di maestri giapponesi, ospita opere di Paul Klee, Pablo Picasso, Seishi Ozaku e Kiyokata Kaburagi.
I musei della prefettura tendono ad essere piuttosto grandi e alcuni si distinguono più per la propria architettura che per le collezioni che detengono. Il noto architetto Kunio Maekawa, per esempio, ha progettato sia il Museo prefetturale d'arte a Kumamoto sia il museo prefetturale di Saitama a Ōmiya Ward, Saitama.

## Elenco dei musei della prefettura
Alcuni esempi di musei prefetturali:
- Tokyo Metropolitan Teien Art Museum
- Tokyo Metropolitan Art Museum
- Museo prefetturale di ceramica di Aichi
- Museo prefetturale di Aomori
- Museo prefetturale dei dinosauri di Fukui
- Museo prefetturale di storia culturale di Fukui[2]
- Museo prefetturale d'arte di Fukuoka
- Museo prefetturale d'arte di Fukushima
- Museo prefetturale d'arte di Hiroshima
- Museo prefetturale di storia di Hiroshima
- Museo prefetturale d'arte di Hyōgo
- Museo prefetturale di storia di Ibaraki
- Museo prefetturale di storia di Ishikawa
- Museo prefetturale d'arte di Ishikawa
- Museo prefetturale di arti e mestieri tradizionali di Ishikawa
- Kōchi prefetturale Cultural Hall
- Museo prefetturale dei tumuli di sepoltura antica di Kumamoto
- Museo prefetturale d'arte di Kumamoto
- Museo prefetturale d'arte di Miyazaki
- Museo prefetturale di natura e storia di Miyazaki[3]
- Museo prefetturale di storia di Ōita
- Museo prefetturale di Okayama
- Museo prefetturale d'arte di Okayama
- Museo prefetturale della pace di Okinawa[4]
- Museo prefetturale Chikatsu Asuka di Osaka
- Centro prefetturale di materiale storico di Kagoshima
- Museo prefetturale di Saga
- Museo prefetturale di Saga Nagoya
- Museo prefetturale degli antichi tumuli di Sakitama
- Museo prefetturale di Tochigi
- Museo prefetturale delle belle arti di Tochigi
- Museo prefetturale di Tokushima[5]
- Museo prefetturale di Tottori[6]
- Museo prefetturale di Wakayama
- Museo prefetturale di Yamagata
- Museo prefetturale di Yamaguchi
- Museo prefetturale d'arte di Yamaguchi
- Museo prefetturale d'arte moderna di Kanagawa[7]